# Мерит (Британска Колумбија)
Мерит (енгл. Merritt) је град у Канади у покрајини Британска Колумбија. Према резултатима пописа 2011. у граду је живело 7.113 становника.

## Становништво
Према резултатима пописа становништва из 2011. у граду је живело 7.113 становника, што је за 1,6 E % више у односу на попис из 2006. када је регистровано 6.998 E житеља.
| 2006.  | 2011. |
| ------ | ----- |
| 6.998E | 7.113 |